# Орчерд-Меса (Колорадо)
Орчерд-Меса (англ. Orchard Mesa) — переписна місцевість (CDP) в США, в окрузі Меса штату Колорадо. Населення — 6688 осіб (2020).

## Географія
Орчерд-Меса розташований за координатами 39°2′14″ пн. ш. 108°31′17″ зх. д. / 39.03722° пн. ш. 108.52139° зх. д. (39.037190, -108.521454).  За даними Бюро перепису населення США в 2010 році переписна місцевість мала площу 10,29 км², з яких 10,05 км² — суходіл та 0,23 км² — водойми.

## Демографія
Згідно з переписом 2010 року, у переписній місцевості мешкало 6836 осіб у 2610 домогосподарствах у складі 1905 родин. Густота населення становила 664 особи/км².  Було 2705 помешкань (263/км²).
Расовий склад населення:
| - 90,5 % — білих - 1,5 % — корінних американців - 0,5 % — чорних або афроамериканців - 0,5 % — азіатів - 0,2 % — вихідців з тихоокеанських островів - 4,2 % — осіб інших рас |

До двох чи більше рас належало 2,7 %. Частка іспаномовних становила 12,2 % від усіх жителів.
За віковим діапазоном населення розподілялося таким чином: 24,4 % — особи молодші 18 років, 62,0 % — особи у віці 18—64 років, 13,6 % — особи у віці 65 років та старші. Медіана віку мешканця становила 39,0 року. На 100 осіб жіночої статі у переписній місцевості припадало 99,8 чоловіків;  на 100 жінок у віці від 18 років та старших — 98,3 чоловіків також старших 18 років.
Середній дохід на одне домашнє господарство  становив 57 793 долари США (медіана — 46 701), а середній дохід на одну сім'ю — 63 772 долари (медіана — 55 635). Медіана доходів становила 48 421 долар для чоловіків та 32 668 доларів для жінок. За межею бідності перебувало 17,9 % осіб, у тому числі 26,6 % дітей у віці до 18 років та 16,8 % осіб у віці 65 років та старших.
Цивільне працевлаштоване населення становило 3293 особи. Основні галузі зайнятості: роздрібна торгівля — 17,1 %, освіта, охорона здоров'я та соціальна допомога — 15,4 %, мистецтво, розваги та відпочинок — 14,3 %.